# Chloroleucon dumosum
Chloroleucon dumosum là một loài thực vật có hoa trong họ Đậu. Loài này được (Benth.) G.P.Lewis mô tả khoa học đầu tiên.